# Jo Peters (voetballer)
Jo Peters (Nijmegen, 6 juli 1945) is een Nederlands voormalig profvoetballer die als centrale verdediger speelde.
Peters begon bij Quick Nijmegen en speelde tien seizoenen voor N.E.C. waarbij hij tot 107 competitiewedstrijden kwam waarin hij drie doelpunten maakte.